# 리처드 라이트 (축구 선수)
리처드 이언 라이트(Richard Ian Wright, 1977년 11월 5일 ~ )는 잉글랜드의 전 축구 선수로, 포지션은 골키퍼이다.